# Ellen Stubbe
Ellen Berta Maria Stubbe (* 22. Dezember 1949) ist eine deutsche evangelische Theologin.

## Leben
Sie studierte Theologie in Bethel, Marburg und Kiel. Nach der Promotion zur Dr. theol. 1977 an der Universität Kiel und der Habilitation in Hamburg 1994/1995 wurde sie dort 1995 Privatdozentin für Praktische Theologie. Von 1997 bis 2003 lehrte sie als Professorin für Praktische Theologie in Zürich.

## Schriften (Auswahl)
- Seelsorge im Strafvollzug. Historische, psychoanalytische und theologische Ansätze zu einer Theoriebildung. Göttingen 1978, ISBN 3-525-62166-3.
- Die Wirklichkeit der Engel in Literatur, Kunst und Religion. Münster 1995, ISBN 3-8258-2543-4.
- Engel zwischen lautem Markt und leisem Reden. Zürich 1999, ISBN 3-290-17209-0.
- Jenseits der Worte. Gebet, Schweigen und Besuch in der Seelsorge. Zürich 2001, ISBN 3-290-17216-3.
- „Gastland“ Schweiz. Rechtsbrüche und Willkür statt Freizügigkeit. Sempach 2005, ISBN 3-9523060-1-0.

## Belege
1. ↑  Die Theologische Fakultät der Universität Zürich: Ihre Geschichte von 1833 bis 2015, (PDF-Datei, S. 223)